# Prospanipalpus peruvianus
Prospanipalpus peruvianus är en tvåvingeart som beskrevs av Townsend 1931. Prospanipalpus peruvianus ingår i släktet Prospanipalpus och familjen parasitflugor.
Artens utbredningsområde är Peru. Inga underarter finns listade i Catalogue of Life.